# هوغو كوفمان
هوغو كوفمان (بالألمانية: Hugo Kaufmann)‏ هو نحات ألماني، ولد في 29 يونيو 1868 في شوتن في ألمانيا، وتوفي في 14 مايو 1919 في ميونخ في ألمانيا.